# 비탈리 콜레스니크
비탈리 니콜라예비치 콜레스니크(러시아어: Вита́лий Никола́евич Коле́сник, 1979년 8월 20일~)는 카자흐스탄의 은퇴한 아이스하키 선수로 포지션은 골텐더이다. 주로 콘티넨탈 하키 리그(KHL)에서 활약했으며, 2005-06 시즌에 내셔널 하키 리그(NHL)의 콜로라도 애벌랜치 소속으로 활동했다.
국제 대회에 카자흐스탄 국가대표 선수로 활동하여 2006년 동계 올림픽에 참가했다. 또한 아시안 게임에서 금메달 2개 획득했다.